# Olympische Sommerspiele 1932/Leichtathletik – Speerwurf (Männer)

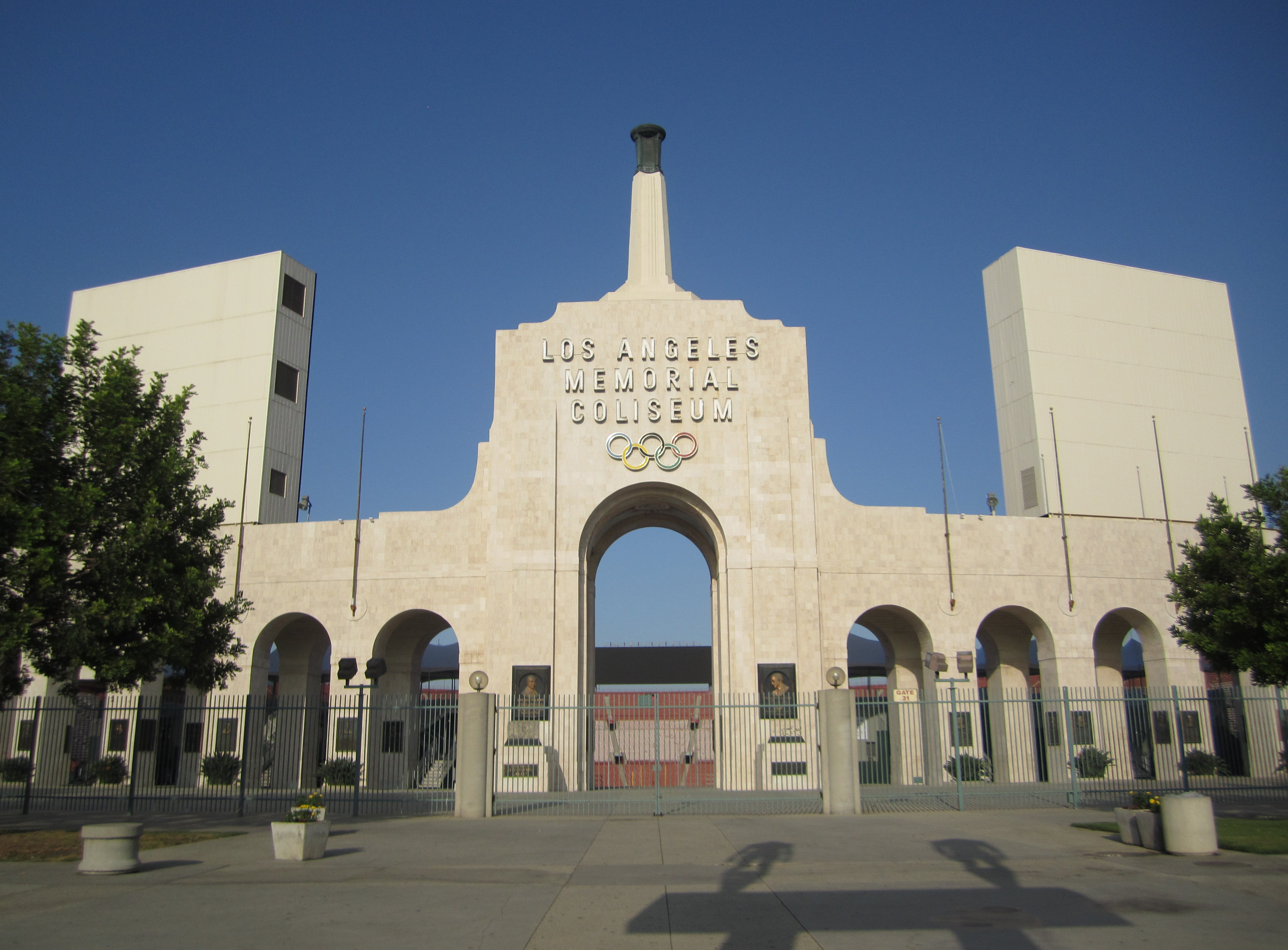
Eingang zum Los Angeles Memorial Coliseum

Der Speerwurf der Männer bei den Olympischen Spielen 1932 in Los Angeles wurde am 4. August 1932 im Los Angeles Memorial Coliseum ausgetragen. 13 Athleten nahmen teil.
In dieser Disziplin kam es zu einem finnischen Dreifacherfolg. Matti Järvinen gewann vor Matti Sippala und Eino Penttilä.

## Rekorde

### Bestehende Rekorde
| Weltrekord         | 74,02 m | Matti Järvinen ( Finnland) | Turku, Finnland                               | 27. Juni 1932  |
| Olympischer Rekord | 66,60 m | Erik Lundqvist ( Schweden) | Qualifikationsrunde OS Amsterdam, Niederlande | 2. August 1928 |

### Rekordverbesserung
Der bestehende olympische Rekord wurde dreimal verbessert:
- 68,18 m – Gottfried Weimann (Deutsches Reich), Qualifikation, erster Durchgang
- 71,25 m – Matti Järvinen (Finnland), Qualifikation, erster Durchgang
- 72,71 m – Matti Järvinen (Finnland), Qualifikation, dritter Durchgang

## Durchführung des Wettbewerbs
Alle Athleten gingen am 4. August gemeinsam in eine Qualifikationsrunde mit je drei Versuchen. Die besten sechs Wettkämpfer – hellblau unterlegt – hatten im Finale, das am selben Tag ausgetragen wurde, drei weitere Versuche. Dabei ging das Resultat der Qualifikation mit in das Endresultat ein.

## Qualifikation

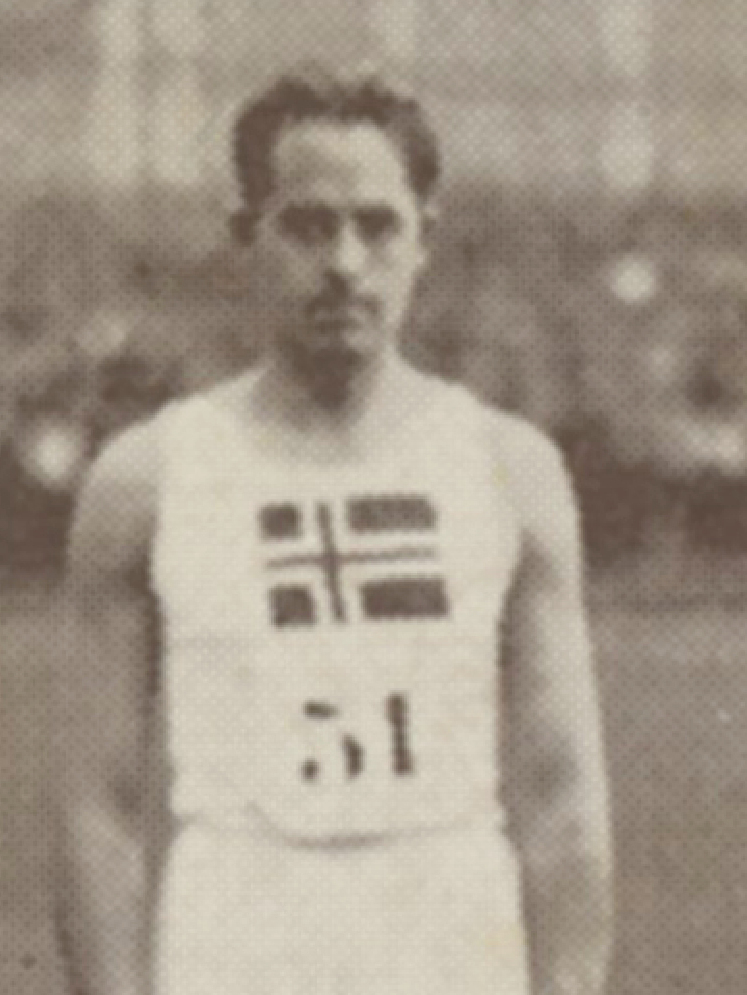
Olav Sunde (links) – ausgeschieden als Qualifikationsneunter mit 60,81 m

Datum: 4. August 1932
| Platz | Name              | Nation          | 1. Versuch | 2. Versuch | 3. Versuch | Resultat | Anmerkung |
| ----- | ----------------- | --------------- | ---------- | ---------- | ---------- | -------- | --------- |
| 1     | Matti Järvinen    | Finnland        | 71,25 m OR | 70,42 m    | 72,71 m OR | 72,71 m  | OR        |
| 2     | Gottfried Weimann | Deutsches Reich | 68,18 m OR | 57,58 m    | 60,41 m    | 68,18 m  |           |
| 3     | Matti Sippala     | Finnland        | 68,14 m    | 63,18 m    | 66,53 m    | 68,14 m  |           |
| 4     | Lee Bartlett      | USA             | 64,46 m    | 64,44 m    | 62,62 m    | 64,46 m  |           |
| 5     | Eino Penttilä     | Finnland        | 60,04 m    | 64,13 m    | 64,28 m    | 64,28 m  |           |
| 6     | Kenneth Churchill | USA             | 63,24 m    | 61,19 m    | 58,88 m    | 63,24 m  |           |
| 7     | Malcolm Metcalf   | USA             | 61,89 m    | 58,34 m    | 61,29 m    | 61,89 m  |           |
| 8     | Sumiyoshi Kōsaku  | Japan           | 000x       | 61,14 m    | 60,13 m    | 61,14 m  |           |
| 9     | Olav Sunde        | Norwegen        | 59,85 m    | 53,35 m    | 60,81 m    | 60,81 m  |           |
| 10    | Saburo Nagao      | Japan           | 59,34 m    | 59,83 m    | 59,01 m    | 59,83 m  |           |
| 11    | Heitor Medina     | Brasilien       | 58,00 m    | 48,33 m    | 000x       | 58,00 m  |           |
| 12    | Adolfo Clouthier  | Mexiko          | 44,57 m    | x          | 46,38 m    | 46,38 m  |           |
| 13    | Miguel Camberos   | Mexiko          | 41,71 m    | x          | 38,60 m    | 41,71 m  |           |

## Finale und Resultat der besten Acht
Datum: 4. August 1932
|       |                   |                 |                     | Finale          |                 |                 |             |           |
| Platz | Name              | Nation          | Qualifikationsweite | 1. Versuch      | 2. Versuch      | 3. Versuch      | Endresultat | Anmerkung |
| 1     | Matti Järvinen    | Finnland        | 72,71 m OR          | 71,31 m         | 72,56 m         | 67,93 m         | 72,71 m     | OR        |
| 2     | Matti Sippala     | Finnland        | 68,14 m000          | 62,98 m         | 61,22 m         | 69,80 m         | 69,80 m     |           |
| 3     | Eino Penttilä     | Finnland        | 64,28 m000          | 65,40 m         | 68,70 m         | 66,86 m         | 68,70 m     |           |
| 4     | Gottfried Weimann | Deutsches Reich | 68,18 m000          | 61,19 m         | 61,45 m         | 65,24 m         | 68,18 m     |           |
| 5     | Lee Bartlett      | USA             | 64,46 m000          | 57,30 m         | 61,57 m         | 59,55 m         | 64,46 m     |           |
| 6     | Kenneth Churchill | USA             | 63,24 m000          | x               | 58,07 m         | x               | 63,24 m     |           |
| 7     | Malcolm Metcalf   | USA             | 61,89 m000          | nicht im Finale | nicht im Finale | nicht im Finale | 61,89 m     |           |
| 8     | Kosaku Sumiyoshi  | Japan           | 61,14 m000          | nicht im Finale | nicht im Finale | nicht im Finale | 61,14 m     |           |

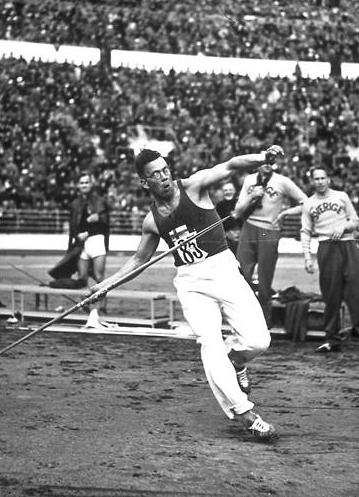
Olympiasieger Matti Järvinen

Fünf seiner sechs Versuche brachte der Sieger Matti Järvinen über die 70-Meter-Marke. Jeder dieser fünf Versuche hätte für den Sieg gereicht. Auch der letzte schwächste Versuch landete weiter als die vorherige Olympiarekordmarke. Niemand außer Järvinen erreichte siebzig Meter.
Mit dem neuen olympischen Rekord von 68,18 m hatte der Deutsche Gottfried Weimann diesen Wettbewerb eröffnet. Doch diese Weite reichte letztendlich nur zu Platz vier. Weimann konnte sich nicht mehr steigern und musste zusehen, wie Järvinens Landsleute Matti Sippala und Eino Penttilä in den Durchgängen fünf und sechs noch an ihm vorbeizogen, sodass sämtliche Medaillen im Speerwurf nach Finnland gingen.
Järvinen errang den dritten finnischen Sieg in dieser Disziplin.

Finnische Athleten konnten in den bislang sechs olympischen Wettbewerben acht Medaillen (3/3/2) gewinnen.

Von den 24 bisher vergebenen Medaillen gingen nur vier an Nichtskandinavier.

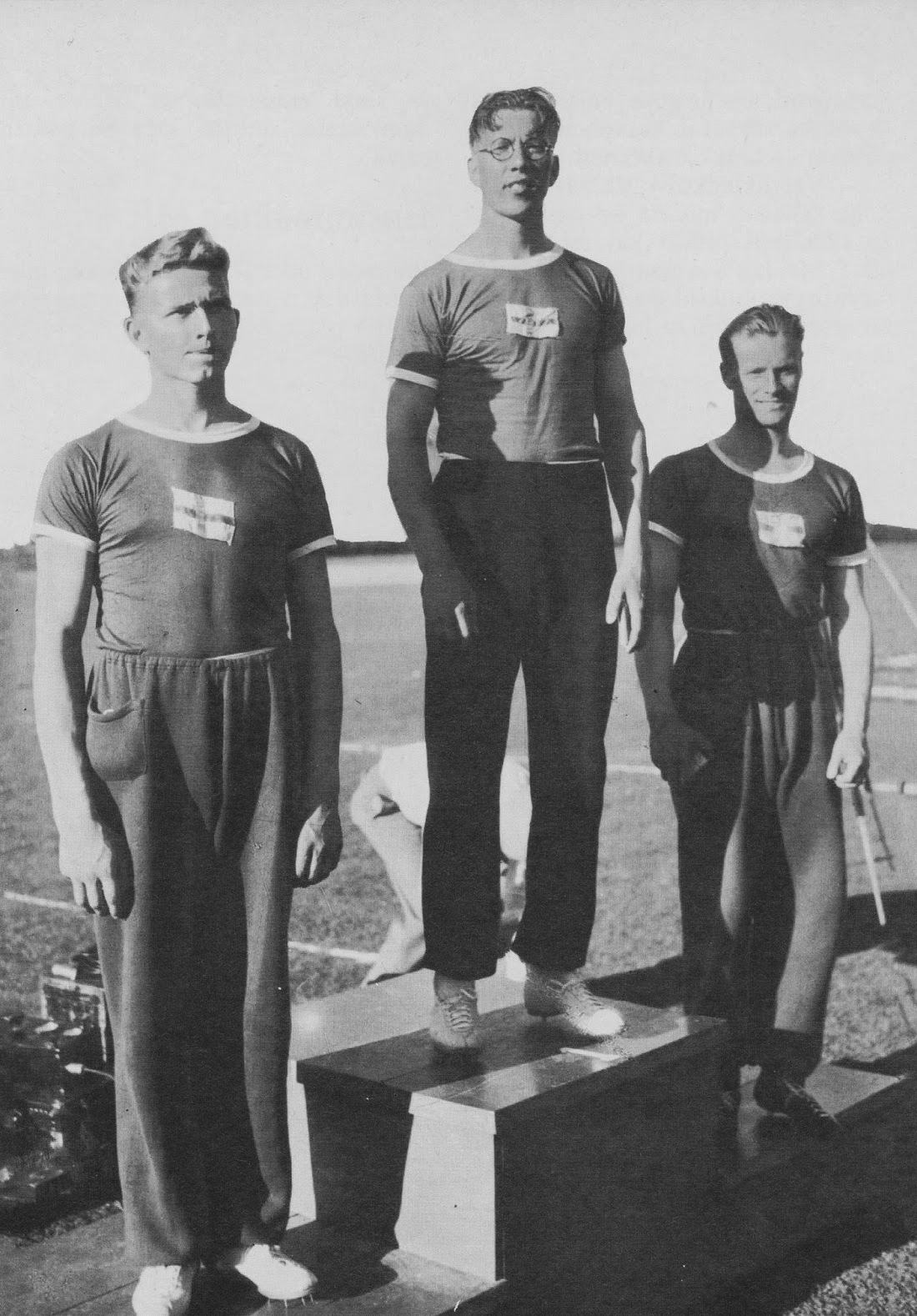
Die Speerwurf-Medaillengewinner (v. l. n. r.): Eino Penttilä, Matti Järvinen, Matti Sippala
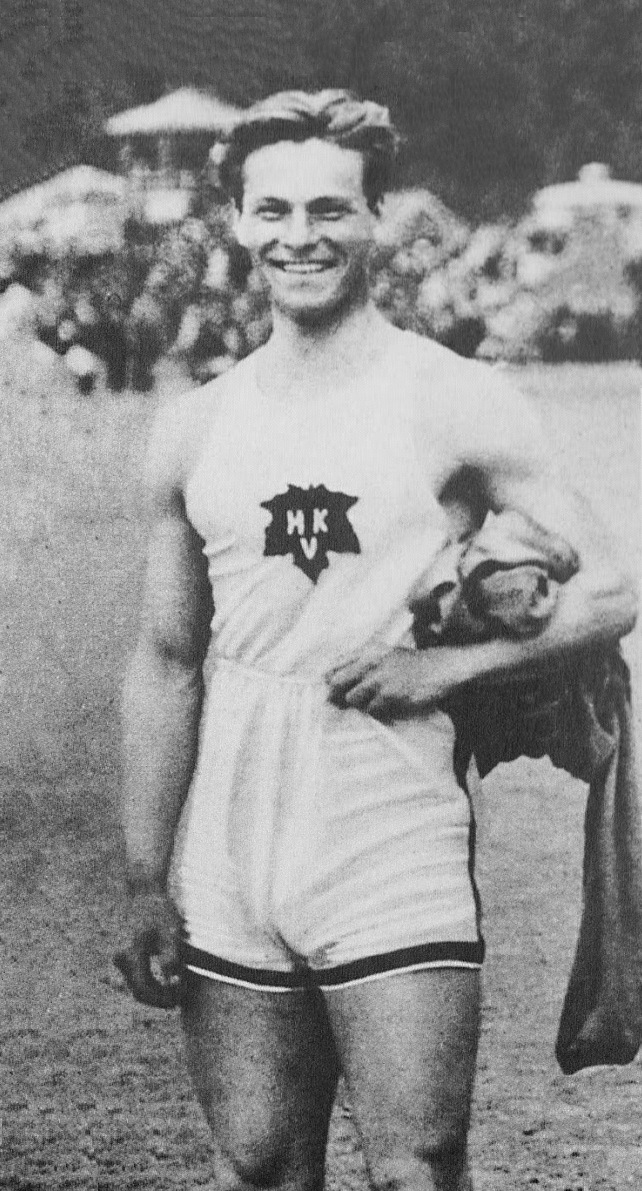
Bronzemedaillengewinner Eino Penttilä

## Video
- Matti Järvinen 1932 Olympics, youtube.com, abgerufen am 18. September 2017